# 123Movies
123Movies, GoMovies, GoStream, MeMovies або 123movieshub — це мережа вебсайтів потокового передавання файлів, що працюють у В’єтнамі, що дозволяє користувачам дивитися фільми безкоштовно. Американська асоціація кінокомпаній (MPAA) у березні 2018 року назвала його «найпопулярнішим нелегальним сайтом»  , а через кілька тижнів його закрили внаслідок кримінального розслідування в’єтнамською владою.  Станом на липень 2022, вебсайти, що імітують бренд, залишаються активними.

## Розробка

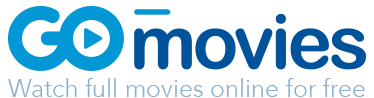
Логотип GoMovies

Сайт кілька разів змінював назву після того, як його закривали з різних доменів; іноді назва з'являлася як "123Movies", а іноді як "123movies". Оригінальна назва та URL-адреса були 123movies.to, які змінилися на інші домени, включаючи 123movies.is, перш ніж переспрямувати на gomovies.to, а пізніше gomovies.is.    Його було змінено на gostream.is, а потім на memovies.to, а потім на 123movieshub.to/is і залишався там до завершення роботи.  
У жовтні 2016 року MPAA перерахувала 123Movies у своєму огляді онлайнових ринків Notorious Markets для Офісу торгового представника США (USTR), заявивши, що: «Сайт має глобальний рейтинг Alexa 559 і локальний рейтинг 386 у США 123movies Відповідно до даних SimilarWeb у серпні 2016 року.to мав 9,26 мільйона унікальних відвідувачів у всьому світі».  У жовтні 2016 року Business Insider повідомив, що 123movies.to був «найбільш використовуваним піратським вебсайтом» у Великобританії. 
123Movies включали HD, HD-RIP, Blu-ray і камерну якість фільмів. Відеохостинги та програвачі, які він використовував, включали Openload, Streamango та MyCloud. Під час свого існування та періоду припинення роботи сайт був покритий TorrentFreak щодо його функцій, часу безвідмовної роботи/простою, завершення роботи та причин припинення роботи.        
У грудні 2017 року, творці 123movies запустили ще один сайт для потокового передавання, присвячений аніме, під назвою AnimeHub.to, який залишався онлайн протягом місяців після припинення роботи 123Movies. 

## Відключення
У березні 2017 року TorrentFreak повідомив, що посол США у В’єтнамі Тед Осіус вів переговори з місцевим міністром інформації та зв’язку Труонг Мінь Туаном щодо закриття незаконних сайтів потокового відео, що працюють із В’єтнаму, і перерахував 123movies як один конкретний сайт.   
У жовтні 2017 року MPAA перерахувала 123Movies (і GoStream.is) у своєму огляді Online Notorious Markets для Офісу торгового представника Сполучених Штатів, зазначивши, що хоча сайт технічно розміщено в Україні, що: «Сайт робить численні кроки, щоб приховати особу оператора, включно з використанням Cloudflare, але є вагомі підстави вважати, що оператор все ще перебуває у В’єтнамі; вміст завантажується за допомогою файлообміннику із численних облікових записів електронної пошти, що походять від Університету медицини та фармації Кантхо».   
У березні 2018 року MPAA заявила, що цей сайт є «найпопулярнішим нелегальним сайтом у світі», заявила, що ним керують із В’єтнаму, і оцінила, що він отримував 98 мільйонів відвідувачів на місяць.   19 березня 2018 року на домашній сторінці сайту було оголошено про його закриття та закликано користувачів «поважати кінематографістів, сплачуючи за фільми та телешоу».  

## Повторна поява
У жовтні 2018 року в оновленому звіті MPAA про Інтернет-відомі ринки торговому представнику Сполучених Штатів говорилося, що закриття 123movies, 123movieshub, gostream і gomovies після кримінального розслідування у В’єтнамі у 2018 році стало «важливою подією» у боротьбі з нелегальними піратськими послугами. Однак у звіті MPAA також зазначено, що численні копії сайта з’явилися щонайменше у восьми інших країнах.   У листопаді 2018 року TorrentFreak повідомив, що сайти, пов’язані або подібні до 123Movies, такі як WatchAsap, також були закриті ФБР, але вони переспрямовувалися на інші сайти файлообмінники.  У той час, як вебсайт був заблокований в Індії, численні клони поширилися в Індії у 2018 році 

## Нотатки
1. ↑  The MPAA only first makes comment on 123Movies in its 2016 report to the USTR; it does not appear in the MPAA 2015 report to the USTR on Notorious Markets.[1]  Similarly, the earliest article on TorrentFreak regarding 123Movies dates from late 2016.[2]